# NGC 6361
NGC 6361 é uma galáxia espiral (Sb) localizada na direcção da constelação de Draco. Possui uma declinação de +60° 36' 29" e uma ascensão recta de 17 horas, 18 minutos e 40,9 segundos.
A galáxia NGC 6361 foi descoberta em 18 de Agosto de 1886 por Lewis A. Swift.